# John Bird (Politiker, 1768)
John Bird (* 22. November 1768 in Litchfield, Colony of Connecticut; † 2. Februar 1806 in Troy, New York) war ein US-amerikanischer Jurist und Politiker. Zwischen 1799 und 1801 vertrat er den Bundesstaat New York im US-Repräsentantenhaus.

## Werdegang
John Bird wuchs während der britischen Kolonialzeit auf. Er verfolgte klassische Altertumswissenschaften und graduierte 1786 am Yale College. Bird studierte Jura. Nach dem Erhalt seiner Zulassung als Anwalt begann er in Litchfield zu praktizieren. 1793 zog er nach Troy, wo er weiter als Anwalt tätig war. Zwischen 1796 und 1798 saß er in der New York State Assembly.
Politisch gehörte er der Föderalistischen Partei an. Bei den Kongresswahlen des Jahres 1798 wurde Bird im sechsten Wahlbezirk von New York in das damals noch in Philadelphia tagende US-Repräsentantenhaus gewählt, wo er am 4. März 1799 die Nachfolge von Hezekiah L. Hosmer antrat. Allerdings trat er am 25. Juli 1801 von seinem Kongresssitz zurück.
Danach war er wieder als Anwalt tätig. Er starb am 2. Februar 1806 in Troy und wurde auf dem Mount Ida Cemetery beigesetzt.